# Кули (Минская область)
Кули́ (бел. Кулі́) — деревня в составе Добринёвского сельсовета Дзержинского района Минской области Беларуси. Деревня расположена в 20 километрах от Дзержинска, 38 километрах от Минска и 12 километрах от железнодорожной станции Фаниполь.

## География
Деревня расположена в центральной части Минской области, в восточной части Дзержинского района. Полевой дорогой, без твёрдого покрытия связана с автомагистралью М1. Близ деревни расположен исток небольшого безымянного ручья, впадающего в реку Уса. Высота центра над уровнем моря — 204 метра. Ближайшие населённые пункты — Ружамполь, Моровщина, Каменное, Довнары.

## История
В конце XVIII века известна как деревня в Минском повете Минского воеводства Великого княжества Литовского. После второго раздела Речи Посполитой (1793 год) в составе Российской империи. В 1800 году — 11 дворов, 57 жителей, собственность князя Доминика Радивила. В 1815 году в деревне 24 жителя мужского пола. В конце XIX век—начале XX века деревня находилась в составе Самохваловичской волости Минского уезда Минской губернии. В 1897 году, по данным первой всероссийской переписи в застенке — 8 дворов, 59 жителей, в 1917 году — 8 дворов, 57 жителей. 
С 9 марта 1918 года в составе провозглашённой Белорусской Народной Республики, однако фактически находилась под контролем германской военной администрации. С 1 января 1919 года в составе Советской Социалистической Республики Белоруссия, а с 27 февраля того же года в составе Литовско-Белорусской ССР, летом 1919 года деревня была занята польскими войсками, после подписания рижского мира — в составе Белорусской ССР.
С 20 августа 1924 года в составе Рубилковского сельсовета (который с 23 марта 1932 года по 14 мая 1936 года являлся национальным польским сельсоветом)  Самохваловичского района, с 18 января 1931 года в составе Койдановского района Минского округа. 15 марта 1932 года Койдановский район преобразован в Койдановский польский национальный район, который 26 июня был переименован в Дзержинский.  31 июля 1937 года Дзержинский национальный полрайон был упразднён, Кули перешли в состав Минского района Минского округа, с 20 февраля 1938 года — в составе Минской области. 4 февраля 1939 года Дзержинский район был восстановлен. В 1926 году, по данным первой всесоюзной переписи в деревне проживали 77 жителя, насчитывалось 15 дворов. В годы коллективизации в деревне был организован колхоз.
В Великую Отечественную войну с 28 июня 1941 года до 7 июля 1944 года под немецко-фашистской оккупацией. Во время войны на фронте погибли 6 жителей деревни. В 1960 году насчитывалось 49 жителей, в 1991 году — 7 хозяйств, 9 жителей; входила в колхоз «Коминтерн». 
По состоянию на 2009 год в составе ОАО «Правда-Агро» (центр — д. Боровики), в это же время в д. Кули — 4 придомовых хозяйства, 6 жителей. 28 мая 2013 года деревня была передана из состава упразднённого Рубилковского сельсовета в Добринёвский сельсовет.

## Население
| Численность населения (по годам) | Численность населения (по годам) | Численность населения (по годам) | Численность населения (по годам) | Численность населения (по годам) | Численность населения (по годам) | Численность населения (по годам) | Численность населения (по годам) |
| 1800                             | 1897                             | 1909                             | 1917                             | 1926                             | 1960                             | 1991                             | 1999                             |
| -------------------------------- | -------------------------------- | -------------------------------- | -------------------------------- | -------------------------------- | -------------------------------- | -------------------------------- | -------------------------------- |
| 57                               | ↗ 59                             | ↘ 27                             | ↗ 57                             | ↗ 77                             | ↘ 49                             | ↘ 9                              | ↘ 8                              |
| 2004                             | 2009                             | 2017                             | 2018                             | 2020                             | 2022                             |                                  |                                  |
| ↘ 6                              | → 6                              | ↘ 4                              | ↘ 2                              | ↘ 1                              | → 1                              |                                  |                                  |